# Іон-Некулче (комуна)
Іон-Некулче (рум. Ion Neculce) — комуна у повіті Ясси в Румунії. До складу комуни входять такі села (дані про населення за 2002 рік):
- Іон-Некулче (201 особа)
- Бузня (1594 особи)
- Генешть (814 осіб)
- Дедешть (288 осіб)
- Прігорень (699 осіб)
- Резбоєнь (1694 особи)

Комуна розташована на відстані 316 км на північ від Бухареста, 40 км на захід від Ясс.

## Населення
У 2009 року у комуні проживали 5699 осіб.